# Matteus Blad
Matteus Blad, född 10 juni 1987 i Växjö, är en svensk-finländsk sångare (tenor) och skådespelare som främst gjort sig känd för sina musikmonologer och tolkningar av både nyskrivna och äldre visor.

## Biografi
Blad är utbildad vid Stockholm Operastudio i Stockholm i Sverige, Det Jyske Musikkonservatorium, i Danmark och studerade även kammarmusik vid Vadstena folkhögskola. Hösten 2022 var han på turné i Finland med sin egenskrivna musikmonolog Det tystade barnet som hade urpremiär på Musiikkiteatteri Kapsäkki i Helsingfors 25 augusti 2022. Föreställningen, som även sattes upp i Sverige våren 2023, hyllades för sin konstnärligt fullödiga tolkning av utanförskap och sociala orättvisor. Föreställningens sånger utkom som album under hösten 2022, i samarbete med musikern Lotta Ahlbeck (violin), samt musikerna Susanna Syrjäläinen (cello), Helena Dumell (altviolin), Vilhelm Karlsson (kontrabas) och Melissa Taanila (flöjt).
Blad har också gjort sig känd för sina tolkningar av Carl Michael Bellmans verk och turnerade bl.a. med musikmonologen Carl Michael Bellman i Finland hösten 2020 under namnet Bellman 280 år. Varpå föreställningen spelades på turné i Sverige och Finland hösten 2023 och till Tyskland 2024. Under sommaren 2024 medverkade Blad som skådespelare i Klockriketeaterns produktion BELLMAN - Är jag född, så vill jag lefva!, på turné med Skärgårdsteatern. Föreställningen fortsatte på turné under hösten 2024 i Österbotten, i samarbete med Wasa Teater, samt på Åbo Svenska Teater. Under våren 2025 sattes föreställningen upp på Omapohja, Nationalteatern i Helsingfors.
Hans album, Bellman (2023), inkluderar två tidigare okända Bellman-melodier som upptäcktes av musikforskaren James Massengale och Matteus Blad var den första artisten som spelade in och gav ut dessa visor.
Blad har också varit verksam som konsertsångare och medverkade bland annat i rollen som Evangelist i Svenska Kammarkörens svenskspråkiga uppsättning av J.S. Bachs Johannespassionen under ledning av Simon Phipps, i Sverige våren 2022 och 2023, där han framförde Evangelist-partierna till eget gitarrackompanjemang.

## Diskografi
- 2024 - VISUM
- 2023 - Bellman

1. "Fredmans epistel till Beckmanskan, om en Winterafton" - 7:58
2. "Fredmans epistel 31" - 5:52
3. "Fredmans epistel 2" - 3:02
4. "Fredmans epistel 33" - 9:50
5. "Fredmans epistel 54" - 8:40
6. "Fredmans epistel angående slagsmålet på Blå Porten" - 4:49
7. "Fredmans epistel 23" - 7:02
8. "Fredmans epistel 24" - 5:56
9. "Fredmans epistel 35" - 6:48
10. "Fredmans epistel 27" - 4:59

- 2022 - Det tystade barnet

1. "Den osynlige" - 5:24
2. "De förbisedda" - 5:40
3. "De väntande" - 3:50
4. "Fjärilen" - 4:58
5. "Än finns tid" - 4:46
6. "Det tystade barnet" - 8:56
7. "Barndomens himmel" - 4:54

- 2022 - Krum Elurius och andra som jobbar

## Stipendier och utmärkelser
- Svenska Litteratursällskapet i Finland 2025[11]
- Barbara Helsingius-priset 2024[12]
- Svenska Kulturfonden, 2020, 2022, 2023, 2024[13]
- Eugène, Elisabeth och Birgit Nygréns stiftelse, 2019, 2021, 2023, 2025[14]
- Centret för konstfrämjande, 2020, 2021, 2022, 2024[15]
- Sällskapet Visans Vänner, 2020, 2021[16]
- Föreningen Konstsamfundet, 2020, 2021[17]
- Understödsstiftelsen för Arbetets Vänner, 2021[18]
- Otto A. Malms donationsfond, 2021, 2023[19]
- Nicolai Gedda-stipendiat, 2007[20][21]